# Liste de paradoxes

## Logique
- Paradoxe du coiffeur : ce paradoxe proposé par Lewis Carroll illustre la difficulté d'appréhender l'implication logique. Ne doit pas être confondu avec le paradoxe du barbier.
- What the Tortoise Said to Achilles (ou paradoxe de Caroll): ce paradoxe proposé par Lewis Carroll est une régression infinie d'implications de plus en plus compliquées. À ne pas confondre avec le paradoxe d'Achille et de la tortue de Zénon.
- Paradoxe du fromage à trous (ou paradoxe de l'Emmental) : plus il y a de fromage, plus il y a de trous; or plus il y a de trous, moins il y a de fromage; donc plus il y a de fromage, moins il y a de fromage.
- Paradoxe de Hempel (aussi nommé paradoxe du corbeau ou paradoxe de l'ornithologie en chambre) : voir une vache blanche revient à confirmer que tous les corbeaux sont noirs.
- Paradoxe de l'interrogation surprise : le jour de l'interrogation est une surprise, alors il ne peut y avoir d'interrogation car ce n'est plus une surprise.
- Paradoxe des obligations contraires au devoir : premier des deux paradoxes de Chisholm. On a l'obligation morale de faire ce qui est interdit.

### Auto référence
- Paradoxe du barbier : un barbier (qui est un homme) rase tous les hommes, et seulement les hommes qui ne se rasent pas eux-mêmes. Qui va raser le barbier ?
- Paradoxe de Berry : le « plus petit entier non nommable en moins de dix-huit syllabes qui paraît être ainsi nommé en dix-sept syllabes ».
- Paradoxe du crocodile : un crocodile vole un enfant et dit à sa mère « si tu devines ce que je vais faire, je te rends le bébé, sinon je le dévore. ». La mère lui répond « Tu vas le dévorer ! ». Le crocodile ne peut pas tenir parole et se trouve face à un paradoxe.
- Paradoxe de l'avocat : un apprenti avocat promet de payer son professeur seulement après avoir gagné son premier procès. Le professeur poursuit l'apprenti car il n'a pas encore gagné de procès.
- Paradoxe de Curry : si cette phrase est vraie, alors le Père Noël existe.
- Paradoxe de Grelling-Nelson (occasionnellement appelé paradoxe de Grelling ou de façon erronée paradoxe de Weyl) : est nommé « hétérologique » un adjectif qui ne se décrit pas lui-même. Ainsi l'adjectif « hétérologique » est hétérologique si et seulement s’il ne l'est pas.
- Paradoxe du menteur (ou Paradoxe d'Épiménide) : un homme déclare « Je mens ». Si c'est vrai, c'est faux. Si c'est faux, c'est vrai.
  - La Carte de Jourdain : une carte comporte deux inscriptions: Au recto « La phrase de l'autre côté de cette carte est VRAIE. » Au verso « La phrase de l'autre côté de cette carte est FAUSSE. »
  - Paradoxe de Yablo : dans une suite infinie de phrases, chacune indique que toutes les phrases suivantes sont fausses.
  - Contradiction performative : « je ne dis jamais la vérité »
- Paradoxe de Richard : « si l'on numérote tous les nombres réels définissables en un nombre fini de mots, alors on peut construire, un nombre réel hors de cette liste. Pourtant ce nombre a été défini en un nombre fini de mots. »
- Paradoxe de Russell : l'ensemble des ensembles n'appartenant pas à eux-mêmes appartient-il à lui-même ?
- Paradoxe socratique : « je sais que je ne sais rien »
- Contradiction performative : affirmation qui n'est pas contradictoire par elle-même, mais qui entre en contradiction avec le fait que quelqu'un ait pu l'énoncer.
- Paradoxe du prétentieux: Mon seul défaut c'est de ne pas avoir de défauts.

### Imprécision
- Bateau de Thésée : si on avait gardé les planches du bateau et qu'avec, on en avait reconstruit un autre, lequel serait le vrai bateau ?
- Paradoxe sorite (aussi connu comme le paradoxe du tas) : si vous enlevez un seul grain de sable à un tas, vous avez toujours un tas. En continuant d'enlever des grains, le tas disparaît. Un seul grain fait-il disparaître un tas ?
- Paradoxe de l'identité transmondaine : deuxième de deux paradoxes tous deux connus sous le nom de paradoxe de Chisholm, considéré comme une variation du Paradoxe sorite. Si Platon se transforme par étapes minimes en Socrate, quand n'est-il plus Platon ?

## Mathématiques
- Paradoxe de Cramer : le nombre de points d'intersection de deux courbes de haut degré peut être supérieur au nombre de points nécessaires pour définir l'une de ces courbes.
- Paradoxe des nombres intéressants : sur l'impossibilité de définir mathématiquement une notion pertinente de « nombre intéressant ».
- Paradoxe de la pomme de terre : si des pommes de terre de 100kg constituées de 99 % d'eau sèchent pour descendre à 98 % d'eau, perdent-elles 50 % de leur poids ?
- Paradoxe de Russell : l'ensemble des ensembles n'appartenant pas à eux-mêmes appartient-il à lui-même ?
- Pseudo-démonstration d'égalité entre nombres : une démonstration mathématique apparemment correcte qui conduit à une contradiction évidente.
- Paradoxe du buveur (aussi connu comme le théorème du buveur, ou principe du buveur) :  Il y a quelqu'un dans le bar, de telle sorte que, s'il boit, tout le monde dans le bar boit.

### Statistiques
- Paradoxe de l'amitié : pour un individu moyen, la plupart de ses amis ont plus d'amis que lui.
- Paradoxe de Simpson ou effet de Yule-Simpson : un phénomène observé de plusieurs groupes semble s'inverser lorsque les groupes sont combinés.
- Phénomène de Rogers : Lorsqu'on déplace un élément d'un ensemble vers un autre, il est possible que la moyenne de chacun de ces ensembles augmente.

### Probabilités
- Dés non transitifs : il existe trois dés A, B, et C tels que A puisse majoritairement l'emporter sur B, B puisse majoritairement l'emporter sur C, et C puisse majoritairement l'emporter sur A.
- Paradoxe de Bertrand : un paradoxe de probabilités conditionnelles très lié au paradoxe des deux enfants.
- Paradoxe des anniversaires : quelle est la chance pour que deux personnes d'un groupe aient leur anniversaire le même jour ?
- Paradoxe de Borel (parfois appelé paradoxe de Borel-Kolmogorov) : des fonctions de densité de probabilités conditionnelles ne sont pas invariantes aux transformations de coordonnées.
- Paradoxe des deux enfants : une famille a deux enfants, dont l'un est un garçon. Quelle est la probabilité pour que l'un des deux enfants soit une fille ?
- Problème de Monty Hall : un exemple contre intuitif des probabilités conditionnelles dans un jeu télévisé.
- Paradoxe des prisonniers : variante du problème de Monty Hall.
- Problème de la Belle au bois dormant : un problème de probabilité où il existe deux interprétations et deux résultats différents qui coexistent sans que l'on soit parvenu à réfuter l'un d'eux.
- Paradoxe des deux enveloppes : deux enveloppes contiennent chacune un chèque dont l'un est d'un montant double de l'autre. Un animateur propose à un candidat de choisir une des enveloppes, mais lui conseille de changer son choix. Doit-on suivre ce conseil ?
- Argument de l'apocalypse : il y a 95 % de probabilité d'une extinction de l'humanité avant l'an 9120.
- Paradoxe du singe savant : un chimpanzé qui tape indéfiniment et au hasard sur le clavier d’une machine à écrire pourra « presque sûrement » écrire le texte de Hamlet.
- Loi de Littlewood : une personne peut s'attendre à vivre un événement miraculeux à une fréquence d'environ un par mois.

### Infini et infinitésimaux
- Paradoxe de Burali-Forti : l'ordinal associé à l'ordre de l'ensemble des ordinaux doit être strictement supérieur à lui-même.
- Paradoxe de Cantor (ou paradoxe du plus grand cardinal) : l'existence d'un plus grand cardinal conduit à une contradiction.
- Hôtel de Hilbert : un hôtel complet comportant une infinité de chambre peut encore accepter une infinité de nouveaux clients.
- Paradoxe de Skolem : des modèles dénombrables infinis de la théorie des ensembles contiennent des ensembles infinis indénombrables.
- Paradoxes de Zénon : ensemble de paradoxes imaginés par Zénon d'Élée pour soutenir que toute évidence des sens est fallacieuse, et le mouvement est impossible.
  - Paradoxe d'Achille et de la tortue : paradoxe de Zénon qui affirme qu'Achille ne pourra jamais rattraper en courant une tortue.
  - Paradoxe de la dichotomie : paradoxe de Zénon qui affirme qu'une pierre lancée vers un arbre ne pourra jamais l'atteindre puisqu'il faudrait pour cela que soit franchie effectivement une série infinie d'étapes (arriver à la moitié, au quart, au huitième...), ce qui est impossible.
  - Paradoxe de la flèche : paradoxe de Zénon qui affirme qu'une flèche lancée est toujours immobile.
  - Paradoxe des grains de mil : paradoxe de Zénon qui affirme que la matière n'existe pas car un tas de grains de mil peut disparaître grain à grain sans être perçu.
- Série de Grandi : La série 1-1+1-1+1-1... peut être égale à 0 ou 1⁄2.
- Supertâche : une séquence infinie dénombrable d'opérations qui se produisent séquentiellement dans un intervalle de temps fini. Le paradoxe d'Achille et de la tortue, ou le paradoxe de la dichotomie sont des exemples de paradoxe reposant sur l'idée de supertâche. On peut également citer :
  - La lampe de Thomson : Il s'agit d'une illustration du paradoxe de la série de Grandi par le biais d'une lampe. On allume la lampe à chaque terme +1 de la série, et on l'éteint à chaque terme -1. On procède de plus en plus vite, de sorte que la lampe change d'état un nombre infini de fois en une durée finie. A l'issue de l'expérience, on se demande si la lampe est allumée ou éteinte.
  - Le paradoxe de Ross–Littlewood (en) : On remplit une jarre de billes numérotées. A chaque étape, on dépose 10 billes et on en retire une. On procède de plus en plus vite de sorte à effectuer un nombre infini d'étapes en un temps fini. A l'issue de l'expérience, on se demande si la jarre est vide ou non.
- Paradoxe de l'égalité entre 0,9999... et 1 : énoncé apparemment paradoxal d'une égalité pourtant réelle.
- 1 + 2 + 3 + 4 + ⋯ = - 1/12 selon certaines formalisations des séries divergentes.
- Paradoxe du littoral : l'observation contre-intuitive que le littoral d'une masse continentale n'a pas de longueur définie.

### Géométrie et topologie
- Paradoxe de Banach-Tarski : il est possible de couper une boule en un nombre fini de morceaux et de réassembler ces morceaux pour former deux boules identiques à la première.
  - Paradoxe de von Neumann : version bidimensionnelle du paradoxe de Banach-Tarski.
- Paradoxe du carré manquant : si on découpe un triangle selon un quadrillage, de telle sorte que plusieurs reconstructions du triangle soient possibles, alors il y a certaines constructions où il manque un carré unitaire.
- Trompette de Gabriel (ou solide hyperbolique aigu) : simple figure possédant une aire infinie mais un volume fini.
- Retournement de la sphère (ou paradoxe de Smale) : il est possible de faire passer l'intérieur d'une sphère à l'extérieur, en autorisant la traversée de la surface par elle-même sans faire de plis.

### Théorie de la décision
- Paradoxe d'Abilene : aucun des quatre membres d'un groupe ne souhaitait se rendre à Abilene mais, par crainte de s’offenser et de se contredire mutuellement, ils y finissent tous !
- Paradoxe de l'âne de Buridan : l’âne meurt de faim et de soif alors qu’il hésite entre un seau d'eau et un seau d'avoine positionnés à égale distance.
- Dilemme du hérisson (ou plus rarement dilemme du porc-épic) : malgré la bonne volonté, l'intimité ne peut exister sans préjudices mutuels importants.
- Paradoxe de Newcomb : Comment jouer contre un adversaire omniscient ?
- Paradoxe de la tolérance : Nous devrions revendiquer, au nom de la tolérance, le droit de ne pas tolérer l'intolérant.
- Paradoxe de Parrondo : Il est possible de jouer à deux jeux perdants, et construire une stratégie gagnante en jouant les 2 jeux alternativement.
- Dilemme du prisonnier : Situation où deux joueurs choisirons de se trahir alors qu'ils auraient intérêt à coopérer.
- Paradoxe de Saint-Pétersbourg : pourquoi, alors que l'espérance de gain est infinie à un jeu, les joueurs refusent-ils de jouer tout leur argent ?
- Paradoxe d’Ellsberg : lorsque des gens ont à choisir entre deux options, la majorité se décide pour celle dont la loi de probabilité est connue.
- Paradoxe d'Allais : lorsque le risque est extrême, le joueur se focalise davantage sur la prime de risque, en contradiction avec la théorie de l'utilité espérée.
- Paradoxe de Braess : l'ajout d'une extension des capacités d'un réseau routier peut entraîner des temps de trajet plus longs.

## Science politique
- Paradoxe de l'Alabama : un redécoupage électoral peut paradoxalement diminuer le nombre de sièges alloués à un parti en augmentant le nombre total de sièges à pourvoir.
- Paradoxe de Condorcet : Les décisions prises à une majorité populaire par ce mode de scrutin de préférence ne sont donc pas toujours cohérentes avec celles que prendrait un individu supposé rationnel.
- Paradoxe d'Ostrogorski : alors qu'un parti est minoritaire sur l'ensemble des questions politiques, il peut devenir majoritaire.
- Paradoxe du vote (ou paradoxe de la participation) :  Pour un électeur rationnel et égoïste, le coût d'aller voter est supérieur à l'espérance de gain. Pourquoi les gens votent ?
- Théorème d'impossibilité d'Arrow : si l'on a plus que deux choix, il n'existe pas de système de vote idéal pour effectuer ce choix.

## Physique

### Astrophysique
- Paradoxe d'Algol : situation paradoxale pour une étoile qui, comme l'étoile binaire Algol, n'a pas l'âge qu'elle parait avoir.
- Paradoxe du jeune Soleil faible : contradiction entre l'observation d'eau liquide tôt dans l'histoire de la Terre et les estimations suggérant que le Soleil ne brillait pas assez pour fondre la glace, au début de la création du Système solaire.
- Paradoxe GZK (aussi nommé paradoxe du rayon cosmique) : on ne devrait pas observer sur Terre de rayons cosmiques avec une énergie supérieure à cette limite. Or, il n'en est rien.

### Mécanique classique
- Paradoxe de l'archer : Un archer doit viser avec un décalage pour atteindre sa cible.
- Paradoxe de D'Alembert : il n'y a pas de résistance à l'avancement d'un solide dans un fluide parfait.
- Paradoxe des feuilles de thé : en remuant un thé, les feuilles au fond de la tasse se rassemblent au centre, alors que la force centrifuge les pousse au bord.
- Tourniquet de Feynman : dans quel sens ce tourniquet aspirant va-t-il tourner ?
- Paradoxe de Selleri : en raisonnant dans un repère tournant, on montre que les transformations des coordonnées doivent obéir aux transformations de Galilée.
- Dôme de Norton : une bille déposée au sommet d'un dôme d'une forme bien précise peut, suivant la mécanique newtonienne, se mettre en mouvement à un instant arbitraire, apparemment sans cause extérieure.

### Cosmologie
- Paradoxe de Bentley : si toutes les étoiles sont attirées les unes vers les autres par gravitation, elles devraient s'effondrer en un seul point.
- Cerveau de Boltzmann : il devrait être plus probable d'avoir des êtres conscients de soi qui existent grâce aux fluctuations quantiques aléatoires dans une soupe thermodynamique que notre existence.
- Paradoxe de Fermi : s’il y avait des civilisations extraterrestres, leurs représentants devraient être déjà chez nous. Où sont-ils donc ?
- Paradoxe d'Olbers (appelé aussi paradoxe de Chéseaux-Olbers ou paradoxe de la nuit noire) : contradiction entre le fait que le ciel est noir la nuit et qu'il y a une infinité d'étoiles.

### Mécanique quantique
- Effet Aharonov-Bohm : une particule chargée peut être modifiée par la présence d'un champ magnétique alors qu'elle n'est même pas en contact de ce champ.
- Inégalités de Bell : pourquoi la mesure de particules quantiques ne satisfait pas la théorie de la probabilité ?
- Paradoxe de de Broglie : la position d'une particule élémentaire n'a aucun sens tant qu'elle n'a pas été réellement mesurée.
- Fentes de Young : matière et énergie peuvent se comporter comme onde ou particule suivant les expériences.
- Expérience de la gomme quantique à choix retardé (ou Expérience de Marlan Scully) : extension de l'expérience des fentes de Young où l'intervention d'un détecteur « semble » modifier le passé de la particule.
- Paradoxe de Landé : proposé pour affirmer que la relation de De Broglie n'est pas une équation covariante de Galilée.
- Paradoxe EPR : des événements lointains peuvent-ils s'influencer mutuellement en mécanique quantique ?
- Paradoxe de Klein : quand une barrière de potentiel est suffisamment élevée, elle devient transparente !
- Chat de Schrödinger : selon l'interprétation de Copenhague de la physique quantique, un chat pourrait être à la fois vivant et mort tant qu'il reste non observé.
- Paradoxe de Wigner (ou l'ami de Wigner): deux observateurs se contredisent si l'un observe l'autre.
- Principe d'incertitude : connaître la position d'une particule peut perturber sa quantité de mouvement et vice-versa.

### Relativité
- Paradoxe de l'information : en contradiction avec les postulats de la mécanique quantique, l'information disparaît à la suite de l'évaporation d'un trou noir.
- Paradoxe d'Ehrenfest : lorsque l'on prend en compte la relativité restreinte on constate que la géométrie semble différente dans le repère inertiel et dans le repère tournant alors qu'il s'agit du même espace physique.
- Paradoxe du train : si nous mesurons la longueur du train très rapide, le train apparaîtra plus court qu'un tunnel pourtant de même longueur.
- paradoxe de Trouton-Noble, paradoxe du levier à angle droit ou paradoxe de Lewis-Tolman : les plaques d'un condensateur devraient spontanément s'aligner perpendiculairement au sens du déplacement de la Terre.
- Paradoxe des jumeaux : la théorie prévoit qu'un jumeau qui voyagerait deviendrait plus jeune que son autre jumeau.

### Thermodynamique
- Paradoxe de Gibbs : le paradoxe permet de diminuer l'entropie des systèmes fermés, violant la deuxième loi de la thermodynamique.
- Démon de Maxwell : un compartiment intelligent permettrait de faire diminuer l'entropie.
- Effet Mpemba : dans certaines conditions l’eau chaude gèle plus vite que de l’eau froide.

## Biologie
- Hormèse : des expositions à de faibles doses de toxines peuvent être favorables.
- Paradoxe de l'œuf et de la poule : qu'est-ce qui est apparu en premier : l'œuf ou la poule ?
- Paradoxe des pesticides :  l'application d'un pesticide pour combattre un ravageur peut, en réalité, augmenter son abondance.
- Paradoxe de la valeur C : la taille d'un génome n'est pas significative du niveau de la complexité de l'organisme considéré.
- Paradoxe de Liem : la denture de certains animaux ne semblent pas être adaptée à leur régime alimentaire réel.

### Santé et nutrition
- Paradoxe français : étonnante contradiction entre la richesse en matières grasses et en vins français de la cuisine française, et la relative bonne santé publique des Français en matière de maladie cardio-vasculaire ou de cancer.
- Paradoxe de Peto : l'incidence du cancer ne paraît pas être en corrélation avec le nombre de cellules de l'organisme.
- Pouls paradoxal : pouls perçu anormalement plus faiblement lors de l'inspiration.

## Chimie
- Paradoxe de Levinthal :  Une protéine se repliant, en "testant" de manière séquentielle toutes les conformations possibles, nécessiterait un temps plus important que l’âge de l’univers.
- Paradoxe RSA : Toutes les molécules similaires ne montrent pas des activités similaires.

## Informatique
- Compression de données universelle : processus de compression qui ne peut pas exister car les données sont différentes.
- Paradoxe de Moravec : Les pensées logiques sont difficiles pour un humain et faciles pour un ordinateur, mais pour ce dernier attraper un tournevis dans une boîte à outils est un problème non résolu.

## Temps
- Boucle causale : une boule de billard se déplace vers une machine à voyager dans le temps, et la même boule de billard future sort de la machine à voyager dans le temps avant que sa soi passée ne soit entrée dans la machine, donnant un coup à sa version future faisant en sorte qu'elle entre dans la machine temporelle.
- Causalité inversée (ou rétrocausalité) : une hypothèse discutée notamment en philosophie et physique à l'échelle quantique, où l'on peut influencer ou agir sur le passé.
- Paradoxe temporel : que se passe-t-il si un voyageur du temps effectue des actions dans le passé qui altère ce qu'il vient de faire ?
  - Paradoxe du grand-père : un voyageur temporel se projette dans le passé et tue son grand-père avant même que ce dernier ait eu des enfants. De ce fait il n'a donc jamais pu venir au monde. Mais, dans ce cas, comment a-t-il pu effectuer son voyage et tuer son grand-père ? (Le Voyageur imprudent est un roman de science-fiction de René Barjavel, paru en 1944.)

## Philosophie
- Paradoxe de Goodman (ou paradoxe du « vleu-bert », ou encore paradoxe de l'émeraude « vleue ») : nous acceptons plus facilement de dire « toutes les émeraudes sont vertes », plutôt que « toutes les émeraudes sont vleues » (vleu ayant un sens bien précis dans ce paradoxe).
- Argument du rêve : l'acte de rêver fournit une évidence intuitive telle qu'elle ne peut pas être distinguée de celles que nos sens nous fournissent à l'état de veille. Sommes-nous éveillés ?
- Paradoxe de Moore : « il pleut dehors, mais je ne crois pas qu'il pleuve ».
- Paradoxe de Newcomb : Comment jouer contre un adversaire omniscient ?
- Paradoxes de Zénon : ensemble de paradoxes imaginés par Zénon d'Élée pour soutenir que toute évidence des sens est fallacieuse, et le mouvement est impossible.
- Paradoxe de la tolérance : Nous devrions revendiquer, au nom de la tolérance, le droit de ne pas tolérer l'intolérant.
- Paradoxe existentiel : l'intentionnalisation consciente ou inconsciente par un sujet d'un aspect de la vie qui nie les catégories officielles de vérité ou de fausseté concernant la réalité — quelque chose d'inexplicable.

## Mysticisme
- Paradoxe de l'omnipotence (ou paradoxe de la toute-puissance) : un être tout-puissant pourrait-il créer une pierre si lourde qu'il ne puisse pas lui-même la porter ? S'il le peut, il cesserait d'être tout-puissant ; s'il ne le peut pas, c'est qu'il n'est pas tout-puissant.
- Tsimtsoum : phénomène de contraction de Dieu dans le but de permettre l'existence d'une réalité extérieure à lui. Qu'est-il arrivé avant le commencement des temps pour que commencement il y ait ?

## Économie
- Paradoxe d’Easterlin : une hausse du PIB ne se traduit pas nécessairement par une hausse du niveau de bien-être ressenti par les individus.
- Bien de Veblen : la demande d'un bien peut être croissante avec le prix de ce bien (particulièrement pour les biens normaux supérieurs, autrement dit les biens de luxe), ce qui contredit la loi de l'offre et de la demande.
- Bien de Giffen : même pour un bien de première nécessité, la demande pour un bien est parfois croissante avec le prix de ce bien.
- Paradoxe de Jevons : à mesure qu'augmente l'efficacité d'utilisation d'une ressource, la consommation de cette ressource peut augmenter au lieu de diminuer.
- Postulat de Khazzoom-Brookes : Variante plus moderne du Paradoxe de Jevons qui explique qu'une meilleure efficacité énergétique tend paradoxalement à augmenter la consommation d'énergie.
- Paradoxe de Leontief : Certains pays exportent des produits qui demandent plus de main-d'œuvre que les produits qu'ils importent, en contradiction avec le théorème de Heckscher–Ohlin.
- Paradoxe de l'épargne : si tout le monde essaie d'épargner en période de récession, la demande globale tombera et, à son tour, diminuera l'épargne totale de la population.
- Paradoxe de Saint-Pétersbourg : Même avec une espérance de gain infinie, aucun agent économique ne sera prêt à verser toute son épargne pour pouvoir participer à un tel pari.
- Paradoxe de l'eau et du diamant : les diamants sont moins utiles que l'eau, mais sont beaucoup plus chers.
- Problème de la transformation : statistiquement les profits générés par les entreprises contredisent la théorie de la valeur-travail.
- Malédiction des ressources naturelles (parfois appelée malédiction des matières premières) : les pays les moins riches ont paradoxalement les ressources naturelles les plus abondantes.
- Paradoxe de la productivité : contradiction apparente dans les années 80 entre l'installation massive d'ordinateurs dans les entreprises n'ayant pourtant a priori pas d'incidence sur l'accroissement de la productivité : « On voit des ordinateurs partout, sauf dans les statistiques de productivité. »
- Croissance appauvrissante : une croissance dans une situation théorique pourrait mettre un pays dans une situation moins favorable qu'avant la croissance.
- Trappe à non-croissance : Un haut degré de concurrence n'est pas nécessairement bon pour l'économie.

## Perception
- Objet impossible : représentation d'une construction fictive d'un objet contraire aux lois physiques.
  - Blivet : trident à deux dents.
  - Computronium : substance la plus élémentaire possible pouvant traiter de l'information et pouvant ainsi être utilisée comme matière programmable.
  - Cube impossible ou cube irrationnel : cube dessiné avec des poutres solides, qui se croisent de façon incohérente.
  - Escalier de Penrose : cet escalier monte-t-il ou descend-il ?
  - Triangle de Penrose (aussi connu comme la tripoutre ou la tribarre) : objet solide, fait de trois poutres carrés s’entrecroisant
  - Impossiblium : composant chimique impossible à synthétiser.
  - Unobtainium : tout matériau fictif ayant des propriétés physiques impossibles pour tout matériau réel.

## Psychologie et sciences sociales
- Paradoxe d'Abilene : aucun des quatre membres d'un groupe ne souhaitait se rendre à Abilene mais, par crainte de s’offenser et de se contredire mutuellement, ils y finissent tous !
- Paradoxe de Condorcet : les préférences des agents pour plusieurs objets sont intransitives (on peut préférer {\displaystyle {\text{A}}} à {\displaystyle {\text{B}}}, {\displaystyle {\text{B}}} à {\displaystyle {\text{C}}} et {\displaystyle {\text{C}}} à {\displaystyle {\text{A}}}).
- Effet rebond : lorsqu'on demande aux sujets de supprimer volontairement une pensée, celle-ci revient en force plus tard.
- Paradoxe de l'abondance : une quantité non limitée d'une satisfaction précédemment rare, finit par engendrer une sorte de lassitude.
- Paradoxe de Tocqueville : les mariages d'amour se terminent plus souvent par un divorce.
- Paradoxe de l'égalité des sexes : les pays avec un niveau d'égalité des sexes plus élevé ont tendance à avoir plus de déséquilibre entre les sexes dans les domaines d'études, en particulier dans les disciplines techniques, que des pays moins égaux.
- Paradoxe d'Anderson : l’acquisition par un étudiant d'un diplôme supérieur à celui de son père ne lui assure pas, nécessairement, une position sociale plus élevée.

## Divers
- Paradoxe du chat beurré : que se passe-t-il si l'on attache une tartine beurrée qui tombe toujours du côté beurre sur le dos d'un chat qui retombe toujours sur ses pattes ?
- Page laissée intentionnellement vide : de nombreux documents contiennent des pages sur lesquelles le texte « Cette page est intentionnellement laissée vide » est imprimé, ce qui rend la page non-vide.
- Couteau de Lichtenberg : un couteau sans lame auquel ne manque que le manche.